# Списак валута
Списак валута које јесу, или су биле, у употреби, и земље које су их издавале. У загради је, код новијих валута, стављена и њена међународна словна ознака.
|  |  |  |  |  |  |  |  |  |  |  |  |  |  |  |  |  |  |  |  |  |  |  |  |  |  |  |  |  |  |

### A-E
- Авгани - Авганистан (Авганистански авгани, AFN)
- Аријари - Мадагаскар
- Бахт - Тајланд (Тајландски бахт, THB)
- Бир - Етиопија (Етиопски бир, ETB)
- Боливар - Венецуела (Венецуелански боливар, VEB)
- Боливијано - Боливија (Боливски боливијано, BOB)
- Вату - Вануату (Вануатски вату, VUV)
- Вон - Користе га Северна Кореја (Севернокорејски вон, KPW) и Јужна Кореја (Јужнокорејски вон, KRW).
- Даласи - Гамбија (Гамбијски даласи, GMD)
- Денар - Македонија (Македонски денар, MKD)
- Динар - Користе га исламске земље: Алжир (Алжирски динар, DZD), Бахреин (Бахреински динар, BHD), Ирак (Ирачки динар, IQD), Јордан и Палестина (Јордански динар), Кувајт (Кувајтски динар, KWD), Либија (Либијски динар, LYD), Судан (Судански динар) и Тунис (Туниски динар, TND). Такође, користи га и Србија (Српски динар, RSD). У употреби је био и у Југославији (Југословенски динар, YUD и CSD). Динар Републике Српске и динар Републике Српске Крајине.
- Дирхам - Мароко (Марокански дирхам, MAD), Уједињени Арапски Емирати (УАЕ дирмах, AED)
- Долар - Долар је званична валута Сједињених Америчких Држава (Амерички долар, USD), Канаде (Канадски долар, CAD), Аустралије (Аустралијски долар, AUD) и Новог Зеланда (Новозеландски долар, NZD). Многе земље су узеле долар за своју валуту: Барбадос (Барбадоски долар, BBD), Бахами (Бахамски долар, BSD), Белизе (Белизе долар, BZD), Бермуда (Бермудски долар, BMD), Брунеји (Брунејски долар, BND), Кајманска острва (Кајмански долар), Фиџи (Фиџијски долар, FJD), Гвајана (Гвајански долар, GYD), Хонгконг (Хонгконшки долар, HKD), Јамајка (Јамајкански долар), Либерија (Либеријски долар), Намибија (Намибијски долар, NAD), Сингапур (Сингапурски долар, SGD), Соломонска острва (Соломонски долар, SBD), Суринам (Суринамски долар), Тајван (Нови тајвански долар, TWD), Тринидад и Тобаго (Тринидад и Тобаго долар, TTD), Тувалу (Тувалуски долар) и Зимбабве (Зимбабвеански долар, ZWD). Источнокарипски долар (XCD), као заједничку валуту, користе и Ангвила, Антигва и Барбуда, Доминика, Гренада, Монсерат, Свети Китс и Невис, Света Луција и Свети Винцент и Гренадини.
- Донг - Вијетнам (Вијетнамски донг, VND)
- Драм - Јерменија (Јерменски драм, AMD)
- Драхма - Користила се у Грчкој (Грчка драхма). Заменио га је Евро.
- Дукат
- Евро - Валута Европске монетарне уније (Евро, EUR), дела земаља Европске уније које су њиме заменили своју домаћу валуту: Аустрија, Белгија, Грчка, Ирска, Италија, Луксембург, Немачка, Португал, Словенија, Финска, Француска, Холандија и Шпанија. У употреби од 2002. године. Земље и валуте које су везане за евро: Зеленортска острва (ескудо), Бугарска (лев), Естонија (естонска круна), Литванија (литас), Босна и Херцеговина (конвертибилна марка) и Црна Гора.
- Ескудо - Користи(о) се на Зеленортском острву (Зеленортски ескудо). Био у употреби у Португалу (Португалски ескудо), док га није заменио Евро.
- Злот - Пољска (Пољски злот, PLN)
- Гварани - Парагвај (Парагвајски гварани, PYG)
- Гулден - Користио се на Холандским Антилима. Холандија га је заменила Евром.
- Гурд - Хаити (Хаићански гурд, HTG)
- Женминби - Народна Република Кина

### И-М
- Јен - Јапан (Јапански јен, JPY)
- Јуан - Кина (Кинески јуан, CNY)
- Кванза - Ангола (Анголска кванза, AOA)
- Квача - Користе је Малави (Малавска квача, MWK) и Замбија (Замбијска квача, ZMK).
- Кеди - Гана (Гански кеди, GHC)
- Кецал - Гватемала (Гватемалски кецал, GTQ)
- Кина - Папуа Нова Гвинеја (Папуанска кина)
- Кип - Лаос (Лаоски нови кип, LAK)
- Кјат - Мјанмар (Мјанмарски кјат, MMK)
- Колон - Костарика (Костарикански колон, CRC)
- Круна - Користе је Чешка (Чешка круна, CZK),словачка (словачка круна, SKK),естонија,(естонска круна, EKK) док их није заменио евро Ферјарска острва (Фарска круна), Исланд (Исландска круна, ISK), Шведска (Шведска круна, SEK), Данска и Гренланд (Данска круна, DKK) и Норвешка (Норвешка круна, NOK).
- Куна - Хрватска (Хрватска куна, HRK)
- Лари - Грузија (Грузијски лари, GEL)
- Лат - Летонија (Летонски лат, LVL)док га није заменио евро
- Лев - Бугарска (Бугарски лев, BGN)
- Леј - Користе га Румунија (Румунски леј, ROL) и Молдавија (Молдавски леј, MDL).
- Лек - Албанија (Албански лек, ALL)
- Лемпира - Хондурас (Хондурашка лемпира, HNL)
- Леоне - Сијера Леоне (Сијералеонски леоне, SLL)
- Лилангени - Свазиленд (Свазилендски лилангени, SZL)
- Лира - У употреби у Турској (Турска нова лира, TRY), на Кипру (Кипарска лира, познатија као кипарска фунта, CYP) и Малти (Малтешка лира, MTL). Била у употреби у Италији (Италијанска лира), Ватикану (Ватиканска лира) и Сан Марину (Сан Марино лира); 2002. је те валуте заменио Евро.
- Литас - Литванија (Литвански литас, LTL)док га није заменио евро
- Лоти - Лесото (Лесотски лоти, LSL)
- Манат - Користе га Азербејџан (Азербејџански манат, AZM) и Туркменистан (Туркменистански манат).
- Марка - У употреби је конвертибилна марка у Босни и Херцеговини (Босанскохерцеговачка конвертибилна марка, BAM). Била је у употреби у Немачкој (Немачка марка, DEM) и Финској (Финска марка), до 2002. када их је заменио Евро.
- Метикал - Мозамбик (Мозамбички метикал, MZM)

### Н-С
- Наира - Нигерија (Нигеријска наира, NGN)
- Накфа - Еритреја (Еритрејска накфа, ERN)
- Нгултрум - Бутан (Бутански нгултрум, BTN)
- Оугуија - Мауританија (Мауританијска оугуија, MRO)
- Патака - Макао
- Пезета - Користиле су га Шпанија и Андора, док нису прешле на Евро.
- Пезос - Користе га Аргентина (Аргентински пезос, ARS), Чиле (Чилеански пезос, CLP), Колумбија (Колумбијски пезос, COP), Куба (Кубански пезос, CUP), Доминиканска Република (Доминикански пезос, DOP), Мексико (Мексички пезос), Филипини (Филипински пезос, PHP) и Уругвај (Нови уругвајски пезос, UYU).
- Пула - Боцвана (Боцванска пула, BWP)
- Ранд - Јужноафричка Република (Јужноафрички ранд, ZAR)
- Реал - Бразил (Бразилски реал, BRL)
- Риал - Користе га Иран (Ирански риал, IRR), Оман (Омански риал, OMR) и Јемен (Јеменски риал, YER).
- Риел - Камбоџа (Камбоџански риел, KHR)
- Ријал - Користе га Катар (Катарски ријал, QAR) и Саудијска Арабија (Саудијски ријал, SAR).
- Рингит - Малезија (Малезијски рингит, MYR)
- Рубља - Користе је Русија (Руска рубља, RUB), Белорусија (Белоруска рубља, BYR) и Придњестровље (Придњестровска рубља).
- Рупија - Користи се у Индији (Индијска рупија, INR), Непалу (Непалска рупија, NPR), Индонезији (Индонежанска рупија, IDR), Пакистану (Пакистанска рупија, PKR), Шри Ланци (Шриланчанска рупија, LKR), на Маурицијусу (Маурицијска рупија, MUR) и на Сејшелима (Сејшелска рупија, SCR).
- Руфија - Малдиви (Малдивска руфија, MVR)
- Сол - Перу (Перуански нови сол, PEN)
- Сом - Користе га Киргистан (Киргистански сом, KGS) и Узбекистан (Узбекистански сом, UZS).
- Сукре - Еквадор

### Т-Ш
- Така - Бангладеш (Бангладешка така, BDT)
- Тенге - Казахстан
- Толар - Словенија (Словеначки толар, SIT)
- Тугрик - Монголија (Монголски тугрик, MNT)
- Флорин - Аруба
- Форинта - Мађарска (Мађарска форинта, HUF)
- Франак - Користе га Швајцарска и Лихтенштајн (Швајцарски франак, CHF). Француски франак су раније користиле Андора и Монако (француска ковница новца израђивала је и неке франке Монака са ликом принца од Монака на њима, нису постојале папирне новчанице Монака), Француска (укључујући Француску Гијану, Гваделупе, Мартиник, Реунион, Сент-Пјер и Микелон и Мајоте). Неколико афричких држава формирало је сопствену валуту ЦФА франак, а то су: Бенин, Буркина Фасо, Камерун, Централно Афричка Република, Чад, Обала Слоноваче, Конго, Екваторијална Гвинеја, Габон, Гвинеја-Бисао, Мали, Нигер, Сенегал и Того. Франак, као валуту, користе и Комороска острва (Комороски франак, KMF, паритетан са француским франком, па са евром), Демократска Република Конго (Конгоански франак, укинут 1967. од стране Мобутуа, поново успостављен 1998. од стране Лорена Кабиле), Бурунди (Бурундски франак, BIF), Руанда (Руандски франак, RWF), Џибути (Џибутански франак, DJF, паритетан америчком долару од 1973. године), Гвинеја (Гвинејски франак, GNF, укинуо 1972. диктатор Секу Туре, поново успоставио његов наследник Лансана Конте 1986) и Мадагаскар (ранији Малгашки франак, MGA, је повучен из употребе 1. јануара 2005. године). ЦФП франак користе бивше француске пацифичке територије Нова Каледонија, Француска Полинезија и Валис и Футуна. У употреби су били и Белгијски франак, у Белгији и Луксембургу, и Луксембуршки франак (1 луксембуршки франак био је једнак једном белгијском; белгијски франак био је легално средство плаћања у Луксембургу, али није било и обрнуто).
- Фунта - Британску фунту (GBP), као своју валуту, користе : Уједињено Краљевство (Велика Британија), Кипар, Малта, Египат, Фолкландска Острва, Гибралтар, Гернзи, Џерзи, Света Јелена и Јужни Судан. Пре британске фунте, у Великој Британији је у употреби била Фунта стерлинга. Фунту користе и Египат (Египатска фунта, EGP), Фолкландска Острва (Фолкландска фунта), Гибралтар (Гибралтарска фунта), Света Хелена (Фунта Свете Јелене), Јужни Судан (Јужносуданска фунта), Либан (Либанска фунта, LBP) и Сирија (Сиријска фунта, SYP). Такође, у употреби су биле и Кипарска фунта и Ирска фунта (напуштене, замењене евром) и Израелска фунта - напуштена. Користила се у Израелу до 1980.
- Хривња - Украјина (Украјинска хривња, UAH)
- Шекел - Користе га Израел (Израелски шекел), Појас Газе и Западна обала.
- Шилинг - Користи се у Кенији (Кенијски шилинг, KES), Сомалији (сомалски шилинг, SOS), Танзанији (Танзанијски шилинг, TZS) и Уганди (Угандски шилинг, UGX). Био у употреби у Аустрији до 2002. године, када га је заменио Евро.
- Шкуда - користила се у Краљевини Напуљу.

### Златници
- Златна балбоа - Панама (Амерички долар)